# Prisoner of War Medal
Die Prisoner of War Medal ist eine militärische Auszeichnung der US-Streitkräfte, die auf Weisung des Kongresses eingeführt wurde. Am 8. November 1985 trat der Gesetzesteil (10 U.S.C. § 1128) durch die Ratifizierung von Präsident Ronald Reagan in Kraft.
Die Auszeichnung wird an amerikanische Staatsangehörige verliehen, welche sich einmal im Status der Kriegsgefangenschaft befunden haben. Die Verleihung erfolgt rückwirkend auch für alle Fälle nach dem 5. April 1917, dem Tag, an dem die Vereinigten Staaten in den Ersten Weltkrieg eintraten. Das Verhalten der Person in der Gefangenschaft muss ehrenhaft gewesen sein. Diese Medaille kann posthum an die überlebenden Angehörigen des Empfängers verliehen werden.
Seit einer Änderung der Verleihungsbestimmungen im Jahr 2013 wird die Medaille auch für Gefangenschaft unter Umständen verliehen, die nach Auffassung des zuständigen Ministers mit den Umständen vergleichbar sind, unter denen Personen im Allgemeinen während eines bewaffneten Konflikts von feindlichen Streitkräften gefangen gehalten werden. Deshalb wurde am 15. Oktober 2013 143 Soldaten der US Air Force bzw. deren Nachkommen, die im Zweiten Weltkrieg im Interniertenstraflager Wauwilermoos in der Schweiz interniert waren, die Prisoner of War Medal zugesprochen. 2014 wurden sechs frühere Navy-Tauchern des Underwater Construction Team One mit dem Orden ausgezeichnet, welche 1984 beim zivilen Trans-World-Airlines-Flug 847 als Geiseln genommen wurden, wobei Robert Stethem auf dem Rollfeld des internationalen Flughafens von Beirut getötet wurde.
Es darf nicht mehr als eine Prisoner of War Medal verliehen werden. Bei jeder weiteren Verleihung der Medaille wird ein Service Star verliehen.
Der Entwurf des Ordens stammt vom U.S. Army Institute of Heraldry und wurde von Jay C. Morris entworfen.
Bekannte Träger der Prisoner of War Medal sind zum Beispiel John McCain, James Stockdale, Jessica Lynch, Joseph Kittinger und Michael J. Durant.